# Jacques Lenoble
Pour les articles homonymes, voir Lenoble.
Jacques Lenoble est un philosophe du droit belge.

## Biographie
Membre du centre de droit de l'université catholique de Louvain, il s'occupe particulièrement de procéduralisation du droit. Sa théorie de la procéduralisation contextuelle (élaborée avec divers auteurs, dont Marc Maesschalk) permet une approche nouvelle reprenant certains éléments des conceptions développées par Jürgen Habermas et Niklas Luhmann.

## Œuvres
- Droit mythe et raison : essai sur la dérive mytho-logique de la nationalité juridique, Publications des Facultés universitaires Saint-Louis, Bruxelles, 1980
- L'Europe au soir du siècle : identité et démocratie, ouvrage collectif sous la direction de Jacques Lenoble, Seuil, 1992
- Droit et communication : la transformation du droit contemporain, Cerf, 1994,  (ISBN 2-204-05001-6)[1].
- Projekt Europa, Berlin, 1994,  (ISBN 3-923024-66-5)
- Dire la norme : droit, politique et énonciation, Bruyant, 1996,  (ISBN 2-275-00189-1)
- Toward a theory of governance, Pays-Bas, 2003,  (ISBN 90-411-2146-3)[2].
- Democracy, law and governance, Farnham Ashgate,  (ISBN 978-1-4094-0395-1)

## Récompenses et distinctions
- Docteur honoris causa de l'Université de Sherbrooke (Canada)